# Хайме Сарланга
Хайме Сарланга (ісп. Jaime Sarlanga, 24 лютого 1916, Тігре — 24 серпня 1966) — аргентинський футболіст, що грав на позиції нападника, зокрема, за клуби «Бока Хуніорс» та «Хімнасія і Есгріма», а також національну збірну Аргентини. По завершенні ігрової кар'єри — тренер.

## Клубна кар'єра
У дорослому футболі дебютував 1935 року виступами за команду клубу «Тігре» з рідного району Буенос-Айреса, в якій провів два сезони, взявши участь у 5 матчах чемпіонату. Протягом 1937—1939 років захищав кольори команди клубу «Феррокаріль Оесте», забивши 47 голів у 80 матчах аргентинської першості.
Своєю грою за останню команду привернув увагу представників тренерського штабу клубу «Бока Хуніорс», до складу якого приєднався 1940 року. Відіграв за команду з Буенос-Айреса наступні дев'ять сезонів своєї ігрової кар'єри. Більшість часу, проведеного у складі «Бока Хуніорс», був основним гравцем атакувальної ланки команди. У складі «Бока Хуніорс» був одним з головних бомбардирів команди, маючи середню результативність на рівні 0,6 голу за гру першості. За цей час тричі ставав з «Бокою» чемпіоном Аргентини
1949 року перейшов до клубу «Хімнасія і Есгріма», за який відіграв останні шість сезонів ігрової кар'єри. Завершив професійну кар'єру футболіста виступами за «Хімнасію» у 1954 році.

## Виступи за збірну
1939 року дебютував в офіційних матчах у складі національної збірної Аргентини. Протягом кар'єри у національній команді, яка тривала 5 років, провів у її формі 8 матчів, забивши 5 голів.

## Кар'єра тренера
Розпочав тренерську кар'єру невдовзі по завершенні кар'єри гравця, 1955 року, очоливши тренерський штаб клубу «Бока Хуніорс». Працював з командою протягом сезону 1955 року, який «Бока» завершила лише на третьому місці національної першості.
Помер 24 серпня 1966 року на 51-му році життя від серцевого нападу.

## Досягнення
- Чемпіон Аргентини (3): 1940, 1943, 1944